# Toni Ulmen
Anton Ulmen (25 de janeiro de 1906 – 4 de novembro de 1976) foi um automobilista alemão que participou dos Grandes Prêmios: Suíça e Alemanha de 1952 de Fórmula 1.